# Abraxas harutai
Abraxas harutai es una especie de polilla perteneciente a la familia Geometridae, descrita por primera vez por el Lepidopterólogo japonés Hiroshi Inoue en 1970, con distribución en el Nepal. El holotipo de la especie fue descrito en las Himalayas a una altitud de 3310 metros (10 859,6 pies) sobre el nivel del mar.